# Olios chiracanthiformis
Olios chiracanthiformis là một loài nhện trong họ Sparassidae.
Loài này thuộc chi Olios. Olios chiracanthiformis được Embrik Strand miêu tả năm 1906.